# シブースト
シブースト (フランス語: chiboust) とは、クレーム・シブースト (crème chiboust) を用いた、フランス発祥のケーキの1種である。フィユタージュ（折りたたんだパイ生地）にリンゴ、クレーム・シブーストを重ねて、上面をキャラメリゼして作られる。

## クレーム・シブースト

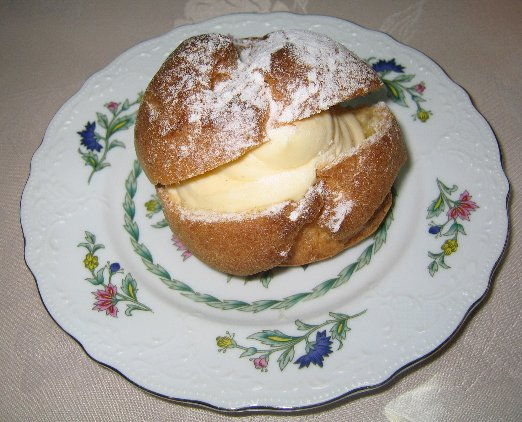

クレーム・シブーストは、カスタードクリームにゼラチンとイタリアンメレンゲを混ぜて作ったクリームである。1840年頃、パリのサントノレ通りに菓子店を開いていた菓子職人シブースト、あるいはその弟子のオーギュスト・ジュリアンが考案したと言われる。シブースト（ケーキ）以外には、サントノーレというお菓子にも使われるため、クレーム・サントノーレとも呼ばれる。